# Samsung Experience
Samsung Experience (estilizado como SɅMSUNG Experience) fue una superposición de software para el "launcher" de Android de Samsung para sus dispositivos Galaxy. Se introdujo a finales de 2016 en una versión beta basada en Android Nougat para el Galaxy S7, sucediendo a TouchWiz. Ha sido reemplazada por One UI basada en Android Pie.

## Historia

### TouchWiz
TouchWiz fue el nombre anterior que Samsung usó para su interfaz de usuario e iconos. Originalmente fue lanzado el 4 de junio de 2010, para el teléfono inteligente Galaxy S. Los críticos habían criticado a Samsung por incluir demasiadas funciones e hinchazón, especialmente en el Galaxy S4, que incluía lo que muchos usuarios llamaban un "arrastre de características" de Samsung. En los años siguientes, sin embargo, Samsung eliminó incrementalmente el bloatware y las características adicionales, hasta que TouchWiz ya no se reconoció como TouchWiz, lo que les llevó a cambiar el nombre.

## Características

### Pantalla de inicio
Samsung Experience realiza varios cambios en la pantalla de inicio predeterminada de Android. El ícono de las aplicaciones está en la esquina inferior derecha de la pantalla en lugar de la mitad inferior, la barra de búsqueda de Google Now está justo debajo del centro de la pantalla en lugar de arriba, y hay un widget meteorológico (provisto por The Weather Channel o AccuWeather en países o dispositivos seleccionados) en la esquina superior derecha de la pantalla.

### Edge UX
El "Edge" (vidrio curvo 3D [no 2.5D] en el borde de la pantalla) se introdujo originalmente en el Galaxy Note Edge, se popularizó con el Galaxy S6 Edge, se popularizó todavía más en el Galaxy S7 Edge, se introdujo en la Pantalla infinita de Samsung desde el Galaxy S8 y Huawei lo introdujo por primera vez en el (Mate 20 Pro)

#### Bordes
El borde de tareas proporciona a los usuarios un acceso directo a las tareas utilizadas comúnmente, como hacer una llamada telefónica a un contacto determinado, configurar un temporizador y crear un evento en S Planner. Es una variedad de iconos (por ejemplo, imágenes de contacto [con teléfono, mensaje o iconos de correo], un icono de aplicación con un símbolo más en la esquina inferior derecha, o una foto [de su biblioteca] enmascarada en forma de círculo [con el icono de la galería en la esquina inferior derecha]) a la derecha de la pantalla. People Edge le permite al usuario agregar 5 contactos diferentes para mostrar en la pantalla, para un acceso rápido a funciones tales como llamadas, mensajes de texto y correos electrónicos. Muestra el nombre y la foto del contacto. El borde de aplicaciones muestra diez de las aplicaciones más utilizadas por los usuarios, con cinco en dos columnas. Un usuario también puede agregar una carpeta completa a la pantalla.

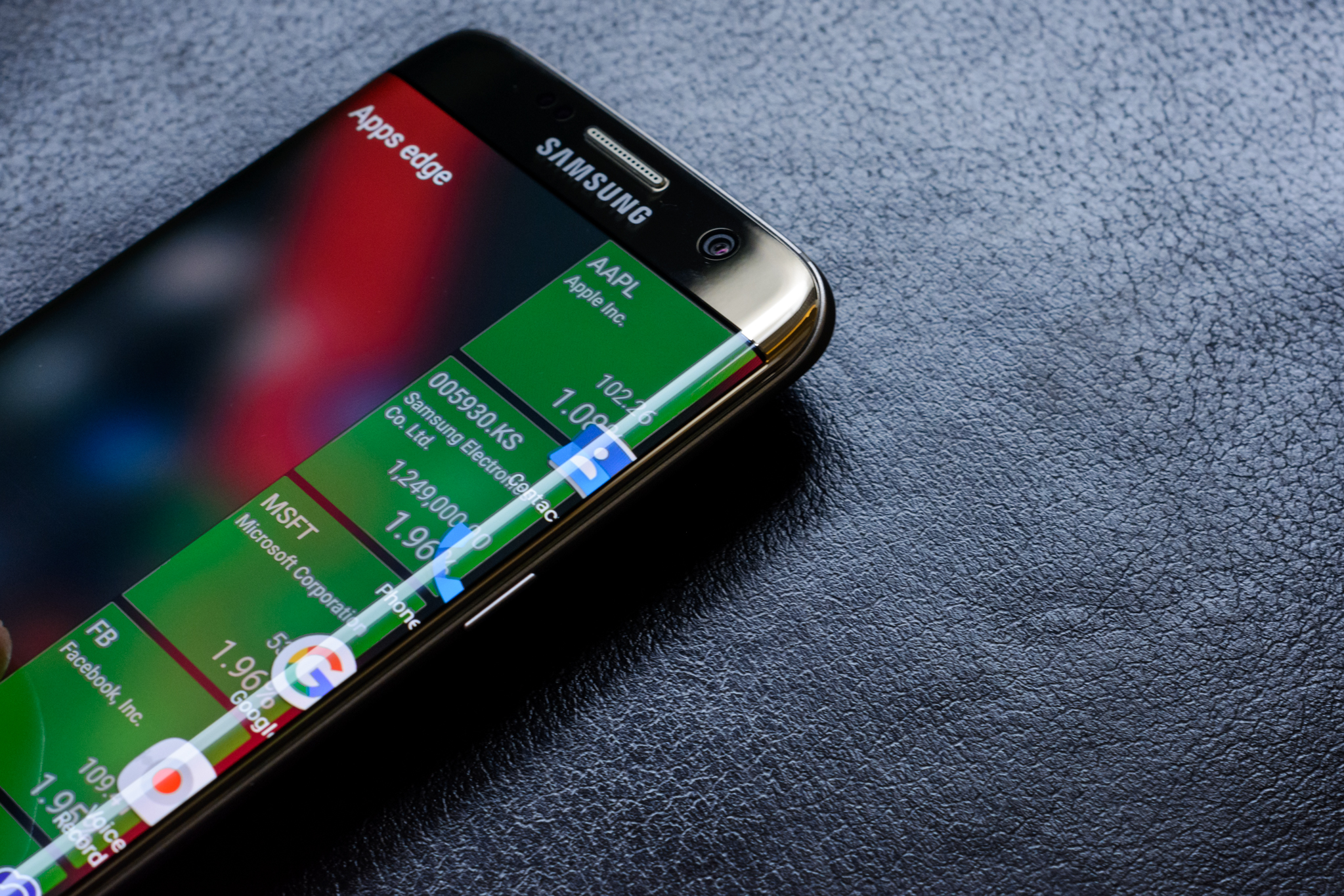
Un teléfono Galaxy S7 en el proceso de cambio de Yahoo! panel de finanzas para el panel de borde de aplicaciones.

#### Paneles de borde
Yahoo! deportes, finanzas y noticias son paneles que se incluyen con el teléfono. Un usuario puede descargar paneles adicionales para facilitar su uso, como un lector de RSS, tendencias de Twitter y noticias de CNN.

#### Herramientas rápidas
Con herramientas rápidas, Edge se transforma en una regla, brújula o linterna.

#### Alimentación de borde
Cuando un usuario desliza el borde de la pantalla y la pantalla se apaga, la pantalla se enciende y muestra las llamadas perdidas, la hora actual, el clima y las noticias.

### Grace UX
Lanzado por primera vez con el Samsung Galaxy Note 7 para Android Marshmallow, el Grace UX recibió su nombre del nombre en clave del dispositivo, y finalmente llegó a dispositivos más antiguos, incluido el Galaxy Note 5 a través de una actualización (Corea y finalmente a otros países), y Galaxy S7 y S7 Edge a través de la actualización oficial de Android Nougat. El Grace UX presenta una apariencia más limpia y plana de la iconografía y un amplio uso del espacio en blanco. Los dispositivos TouchWiz Grace UX también se benefician de la funcionalidad de Carpeta segura, que permite a los usuarios mantener ciertos datos, e incluso aplicaciones, detrás de una contraseña segura.
Además, para la mayoría de los países, todos los idiomas que estuvieron ausentes de versiones anteriores (Android Marshmallow o anterior) estarán disponibles en esta versión, comenzando con el Galaxy Tab S3.

### Visualización siempre activa (Always On Display)

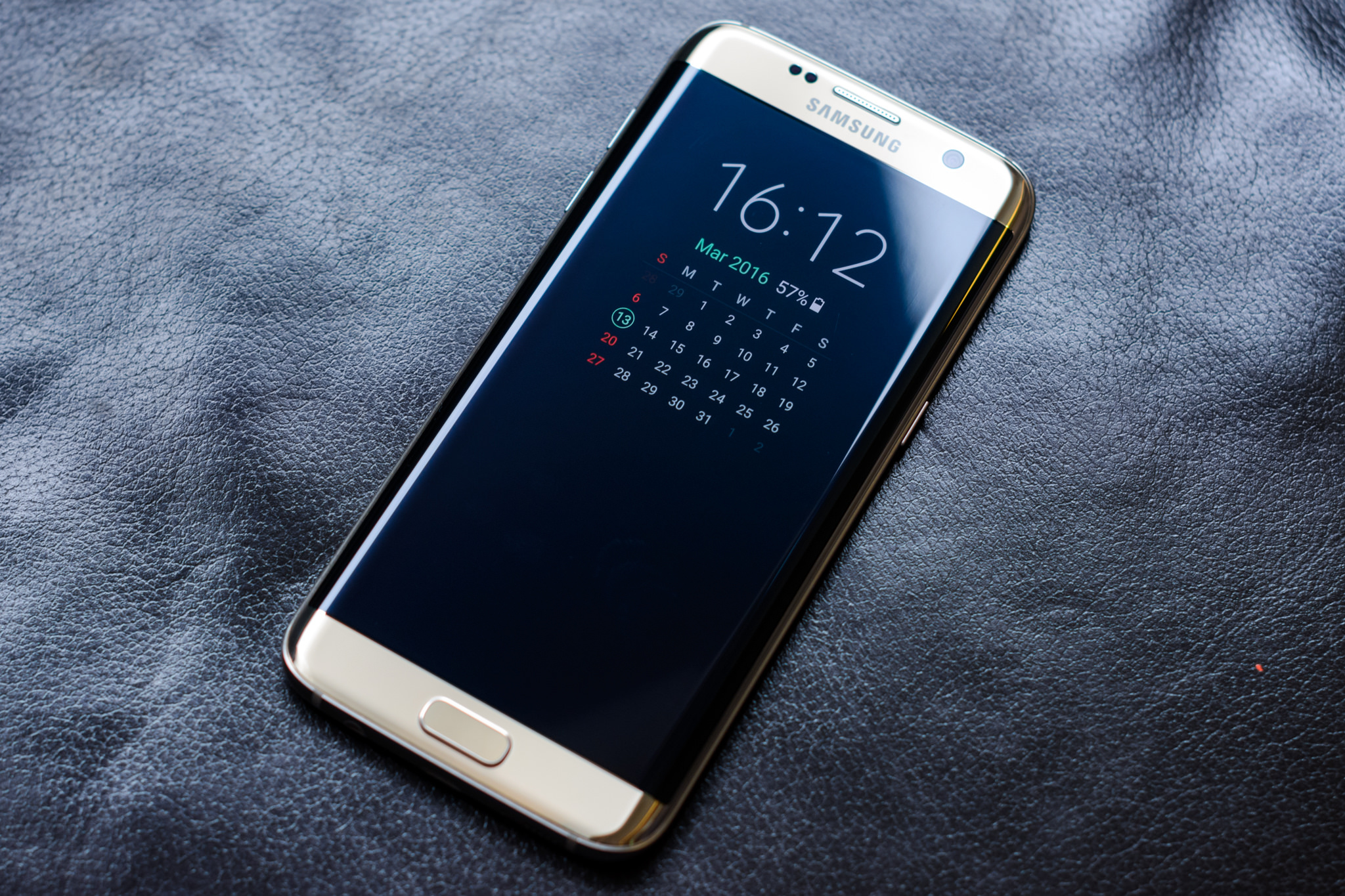
Always On Display en el Galaxy S7 Edge, que muestra la hora y el calendario.

Solo los píxeles individuales se iluminan cuando el Always On Display está activo. La pantalla mostrará la hora actual, el calendario o una imagen seleccionada. Hay diferentes estilos para cada opción (el reloj tiene 7 estilos, el calendario tiene 2 estilos y la imagen tiene 3 estilos).
Always-on Display está disponible en la serie Galaxy A (2017 y 2018), Galaxy S7/S7 edge, Galaxy S8/S8+, Galaxy S9/S9+, Galaxy J7 (2017)/J7 Pro/J7+ (o C7 2017), Galaxy Solo dispositivos C5/C7/C9 Pro y Galaxy Note 7/FE/8/9.

### Administrador de archivos
Samsung incluye un administrador de archivos con sus teléfonos Galaxy, a diferencia del stock de Android.

### Lanzador de juegos (Game Launcher)
Cualquier juego que un usuario descargue se combina en una sola carpeta. En esa carpeta, uno puede optimizar la tasa de cuadros y la resolución. Incluye Game Tools, un botón que aparece cuando un usuario está jugando un juego. Cuando se toca, puede silenciar las notificaciones, apagar las teclas capacitivas, minimizar el juego, captura de pantalla y grabar el juego.

### Bixby
Bixby es un asistente que se lanzó con el Samsung Galaxy S8. Sustituye a S Voice en teléfonos Samsung y tiene tres partes, incluidas Bixby Voice, Bixby Vision y Bixby Home. Bixby Voice se puede activar diciendo "Hey Bixby" o presionando y manteniendo presionado el botón situado debajo del control de volumen, denominado botón Bixby. Bixby Vision está integrado en la aplicación de la cámara y puede "ver" lo que se puede ver, ya que es esencialmente una cámara de realidad aumentada que puede identificar objetos en tiempo real, buscarlos en diversos servicios y ofrecerle al usuario que los compre si está disponible. Bixby también puede traducir texto, leer códigos QR y reconocer hitos. Bixby Home se puede encontrar deslizando hacia la derecha en la pantalla de inicio. Es una lista de información de desplazamiento vertical con la que Bixby puede interactuar, por ejemplo, el clima, la actividad física y los botones para controlar sus dispositivos inteligentes para el hogar.

### Palabra clave
Bixby puede hacer tareas relacionadas con una sola palabra clave. Por ejemplo, un simple "Buenas noches" puede solicitar al dispositivo que pase al modo silencioso y encienda la pantalla del modo nocturno.

### S Pen
(exclusivo de la serie Galaxy Note y Tab)
- Comando aéreo: una colección de atajos que aparecen cuando se saca el S Pen.
- Smart Select: crea GIF personalizados (también disponible en Galaxy S8/+ y S9/+ después de la actualización 7.0 Nougat)
- Samsung Notes: el usuario puede tomar notas, dibujar, anotar, con una amplia selección de pinceles, bolígrafos y colores (disponible como aplicación en Galaxy Apps, excepto en escritura S Pen, pero aún es posible con el teclado o el dedo)
- Live Message (Mensaje animado): el usuario puede dibujar emojis personalizados, hacer GIF animados o escribir mensajes en fotos (también disponible en Galaxy S8/S8+ y Note FE después de la actualización de 8.0 Oreo) (Estos modelos incluyen el acceso directo en la barra de herramientas del Teclado Samsung) (Galaxy S9/S9+ también los incluyen de fábrica igualmente en el Teclado Samsung)
- Nota de pantalla desactivada: captura notas cuando la pantalla está apagada. (Las notas se muestran en Always On Display)
- Vistazo: tenga dos aplicaciones abiertas simultáneamente y cambie de un lado a otro con facilidad.
- Magnificar: Eche un vistazo más de cerca siempre que lo necesite.
- Traducir: traduce palabras u oraciones, y convierte monedas y unidades de medida. *Control remoto: conectado con Bluetooth, puede disparar la cámara.

## Historial de versiones
| Versión                                             | Versión Android        | Fecha de lanzamiento     | Características |
| --------------------------------------------------- | ---------------------- | ------------------------ | --- |
| Samsung Experience 8.0 (modified TouchWiz Grace UX) | Android 7.0 "Nougat"   | 19 de enero de 2017      | UI rediseñado - Iconografía consistente. - Look más sofisticado. Edge UX Actualizado - Nuevas opciones de borde de tarea. Inclinar para desbloquear - Incline el teléfono hacia arriba para desbloquearlo. Pantalla siempre encendida actualizada - Aplicaciones de terceros y notificaciones de calendario. - Firma personalizada. - Nota de apagado de pantalla. - Estilos de reloj adicionales. Samsung Cloud - 15 GB de almacenamiento en la nube gratis. Adiciones a la tienda de temas - Ahora incluye soporte para paquetes de iconos. Filtro de luz azul - Ajustar el calor de la luz en la pantalla. Selfie ancho - Selfie con un campo de visión de hasta 120°. Multi-Locale - Admite más de 100 idiomas de sistema y 25 locales. - La posibilidad de utilizar dos o más idiomas al mismo tiempo. |
| Samsung Experience 8.1                              | Android 7.0 "Nougat"   | 21 de abril de 2017      | Diseño alterado - Esquema iconografía - Otros retoques DeX - Conecte el Galaxy S8/S8+/Note8/S9/S9+ a un monitor, teclado y mouse para una experiencia de escritorio. Bixby - Interfaz inteligente que aprende de ti para ayudarte a hacer más. Funciona con aplicaciones selectas como el correo electrónico y los mensajes, sirve recordatorios y puede ayudarlo a comprender su configuración y configurar sus dispositivos Samsung. Bixby Vision - Traducir idiomas extranjeros, escanear tarjetas de visita, escanear códigos QR, a través de la cámara. Samsung Connect support - Control de electrodomésticos inteligentes. Otros - Deslizar hacia arriba para App Drawer - Panel de configuración rediseñado |
| Samsung Experience 8.5                              | Android 7.1.1 "Nougat" | 15 de septiembre de 2017 | App Pair (teléfonos buque insignia de la actualización 7.0 Nougat) - Abre dos aplicaciones a la vez usando Multi Window. Funciones ampliadas del S Pen - Mira, magnifica, y traduce. Mejoras en el reconocimiento facial e Iris (exclusivo de los buques insignia Galaxy) - Más eficiente y más rápido. UI más estable - No cae marco - Experiencia de usuario mejorada |
| Samsung Experience 9.0                              | Android 8.0.0 "Oreo"   | 8 de febrero de 2018     | Bixby - "Bixby briefing" ofrece actualizaciones sobre el clima cuando suena una alarma Dual Messenger - Instale una segunda copia de una cuenta de mensaje para usar con una cuenta separada. Descubridor - Resultados más rápidos - Los resultados de búsqueda de Contactos, Configuración, Mis archivos, Mensajes y Correo electrónico se muestran en las tarjetas - Nuevos resultados de Galaxy Apps y Google Play. Inicio - Atajos rápidos rediseñados - Las insignias de notificación en los íconos de aplicaciones y el panel están sincronizados. Panel rápido - Gestiona las notificaciones de cada aplicación con categorías de notificaciones. - Los iconos se mostrarán en la parte inferior del panel de notificaciones para las notificaciones que no están visibles actualmente. Samsung Cloud - Vea y administre fotos y notas solo almacenadas en Samsung Cloud. - Almacena cualquier tipo de archivo en Samsung Cloud Drive. - Abrir desde la pantalla de inicio SmartThings (anteriormente Samsung Connect) - Administrar dispositivos y escenas con tarjetas - Automatizaciones basadas en tiempo, estado y ubicación Teclado Samsung - Configuraciones mejoradas - Barra de herramientas del teclado (personalización) - Teclado GIF - Más emojis - Más opciones de alto contraste están disponibles Otros - Mejora el rendimiento del sistema. - Más características de la pantalla Edge - Mejoras de DeX - Buscar mejoras para My Mobile - Lente de color - Mejoras de correo electrónico |
| Samsung Experience 9.5                              | Android 8.1.0 "Oreo"   | 9 de agosto de 2018      | Bixby 2.0 - Conversación natural - Recomendaciones individuales - Tiempo de respuesta más rápido - Soporte de llamar a Uber Emoji - Soporte de Emoji 11.0 |
| Samsung Experience 10.0 (Versión beta de One UI)    | Android 9 "Pie"        | Noviembre de 2018        | Artículo principal: One UI |

## Dispositivos que ejecutan Samsung Experience
Tenga en cuenta que esta lista no es exhaustiva.

### Teléfonos inteligentes
| Dispositivo                                                                           | Versión |
| ------------------------------------------------------------------------------------- | --- |
| Samsung Galaxy S6 y S6 Edge                                                           | Original: TouchWiz 5.0 (Android 5.0.2 "Lollipop") Actualizable: Samsung Experience 8.0 (Android 7.0 "Nougat")                                                                        |
| Samsung Galaxy S6 Edge+                                                               | Original: TouchWiz 5.1 (Android 5.1.1 "Lollipop") Actualizable: Samsung Experience 8.0 (Android 7.0 "Nougat")                                                                        |
| Samsung Galaxy S5 Neo (SM-G903W8)                                                     | Original: TouchWiz 5.1 (Android 5.1.1 "Lollipop") Actualizable: Samsung Experience 8.1 (Android 7.0 "Nougat")                                                                        |
| Samsung Galaxy S7, S7 Edge y S7 Active                                                | Original: TouchWiz 6.0 (Android 6.0.1 "Marshmallow") Actualizable: Samsung Experience 9.0 (Android 8.0.0 "Oreo")                                                                     |
| Samsung Galaxy S8 and S8+                                                             | Original: Samsung Experience 8.1 (Android 7.0 "Nougat") Actualizable: Samsung Experience 9.0 (Android 8.0.0 "Oreo")                                                                  |
| Samsung Galaxy S9 y S9+                                                               | Samsung Experience 9.0 (Android 8.0.0 "Oreo") |
| Samsung Galaxy Note 5                                                                 | Original: TouchWiz 5.1 (Android 5.1.1 "Lollipop") Actualizable: Samsung Experience 8.0 (Android 7.0 "Nougat")                                                                        |
| Samsung Galaxy Note Fan Edition (FE)                                                  | Original: Samsung Experience 8.1 (Android 7.0 "Nougat") Actualizable: Samsung Experience 9.0 (Android 8.0.0 "Oreo")                                                                  |
| Samsung Galaxy Note 8                                                                 | Original: Samsung Experience 8.5 (Android 7.1.1 "Nougat") Actualizable: Samsung Experience 9.0 (Android 8.0.0 "Oreo")                                                                |
| Samsung Galaxy Note 9                                                                 | Samsung Experience 9.5 (Android 8.1.0 "Oreo") |
| Samsung Galaxy A3, A5 y A7 (2016)                                                     | Original: TouchWiz 5.1 (Android 5.1.1 "Lollipop") Actualizable: Samsung Experience 8.0 (Android 7.0 "Nougat")                                                                        |
| Samsung Galaxy A9 Pro (2016)                                                          | Original: TouchWiz 6.0 (Android 6.0.1 "Marshmallow") Actualizable: Samsung Experience 8.1 (Android 7.0 "Nougat")                                                                     |
| Samsung Galaxy A8 (2016)                                                              | Original: TouchWiz Grace UX (Android 6.0.1 "Marshmallow") Actualizable: Samsung Experience 8.1 (Android 7.0 "Nougat")                                                                |
| Samsung Galaxy A3, A5 y A7 (2017)                                                     | Original: TouchWiz Grace UX (Android 6.0.1 "Marshmallow") Actualizable: Samsung Experience 9.0 (Android 8.0.0 "Oreo")                                                                |
| Samsung Galaxy A8 / A8+ (2018)                                                        | Original: Samsung Experience 8.5 (Android 7.1.1 "Nougat") Actualizable: Samsung Experience 9.0 (Android 8.0.0 "Oreo")                                                                |
| Samsung Galaxy A6 / A6+ (2018)                                                        | Samsung Experience 9.0 (Android 8.0.0 "Oreo") |
| Samsung Galaxy A8 Star (2018) Samsung Galaxy A9 Star (2018)                           | Samsung Experience 9.0 (Android 8.0.0 "Oreo") |
| Samsung Galaxy A7 (2018)                                                              | Samsung Experience 9.0 (Android 8.0.0 "Oreo") |
| Samsung Galaxy J5 (2016)                                                              | Original: TouchWiz 6.0 (Android 6.0.1 "Marshmallow") Actualizable: Samsung Experience 8.5 (Android 7.1.1 "Nougat")                                                                   |
| Samsung Galaxy J7 (2016) Samsung Galaxy J7 Prime / Galaxy On7 (2016)                  | Original: TouchWiz 6.0 (Android 6.0.1 "Marshmallow") Actualizable: Samsung Experience 8.1 (Android 7.0 "Nougat") Samsung Experience 9.5 (Android 8.1.0 "Oreo")                       |
| Samsung Galaxy J3 (2017) / J3 Pro Galaxy J5 (2017) / J5 Pro Galaxy J7 (2017) / J7 Pro | Original: Samsung Experience 8.1 (Android 7.0 "Nougat") En desarrollo: Samsung Experience 9.0 (Android 8.0.0 "Oreo") or Samsung Experience 9.5 (Android 8.1.0 "Oreo")                |
| Samsung Galaxy J7 Max (2017) / On Max (2017)                                          | Samsung Experience 8.1 (Android 7.0 "Nougat") |
| Samsung Galaxy J7 Nxt/J7 Core/J7 Neo                                                  | Original: Samsung Experience 8.1 (Android 7.0 "Nougat") Actualizable: Samsung Experience 9.5 (Android 8.1.0 "Oreo")                                                                  |
| Samsung Galaxy J2 Pro (2018) / Galaxy J2 (2018) / Galaxy Grand Prime Pro              | Samsung Experience 8.5 (Android 7.1.1 "Nougat") |
| Samsung Galaxy J7 Prime 2                                                             | Original: Samsung Experience 8.5 (Android 7.1.1 "Nougat") Actualizable: Samsung Experience 9.0 (Android 8.0.0 "Oreo")                                                                |
| Samsung Galaxy J2 Core (2018)                                                         | Samsung Experience 9.5 (Android 8.1.0 "Oreo") |
| Samsung Galaxy J7 Duo (2018)                                                          | Samsung Experience 9.0 (Android 8.0.0 "Oreo") |
| Samsung Galaxy J4 (2018)                                                              | Samsung Experience 9.0 (Android 8.0.0 "Oreo") |
| Samsung Galaxy J6 (2018)                                                              | Samsung Experience 9.0 (Android 8.0.0 "Oreo") |
| Samsung Galaxy J8 (2018)                                                              | Samsung Experience 9.0 (Android 8.0.0 "Oreo") |
| Samsung Galaxy J4+ (2018)                                                             | Samsung Experience 9.5 (Android 8.1.0 "Oreo") |
| Samsung Galaxy J6+ (2018)                                                             | Samsung Experience 9.5 (Android 8.1.0 "Oreo") |
| Samsung Galaxy C9 Pro                                                                 | Original: TouchWiz Grace UX (Android 6.0.1 "Marshmallow") Actualizable: Samsung Experience 8.5 (Android 7.1.1 "Nougat") En desarrollo: Samsung Experience 9.0 (Android 8.0.0 "Oreo") |
| Samsung Galaxy C7 Pro                                                                 | Original: TouchWiz Grace UX (Android 6.0.1 "Marshmallow") Actualizable: Samsung Experience 8.1 (Android 7.0 "Nougat")                                                                |
| Samsung Galaxy C8 / C7 (2017) Samsung Galaxy J7+                                      | Samsung Experience 8.5 (Android 7.1.1 "Nougat") |
| Samsung Galaxy Feel (NTT DoCoMo version)                                              | Original: Samsung Experience 8.1 (Android 7.0 "Nougat") Actualizable: Samsung Experience 9.0 (Android 8.0.0 "Oreo")                                                                  |
| Samsung Galaxy S Light Luxury                                                         | Samsung Experience 9.0 (Android 8.0.0 "Oreo") |

### Tabletas
| Dispositivo                                             | Número de modelo                    | Versión |
| ------------------------------------------------------- | ----------------------------------- | --- |
| Samsung Galaxy Tab S2 (8.0 y 9.7) versiones 2015 y 2016 | Todos (Excepto T819C, T815C, T719C) | Original (2015): TouchWiz 5.0 (Android 5.0.2 "Lollipop") Original (2016): TouchWiz 6.0 (Android 6.0.1 "Marshmallow") Actualizable: Samsung Experience 8.0 (Android 7.0 "Nougat") |
| Samsung Galaxy Tab S3                                   | SM-T820; SM-T825                    | Original: Samsung Experience 8.0 (Android 7.0 "Nougat") Actualizable: Samsung Experience 9.0 (Android 8.0.0 "Oreo")                                                              |
| Samsung Galaxy Tab S4                                   | SM-T830; SM-T835                    | Samsung Experience 9.5 (Android 8.1.0 "Oreo") |
| Samsung Galaxy Tab A 8.0                                | SM-T350, SM-T355, SM-P350, SM-P355  | Original: TouchWiz 5.0 (Android 5.0.2 ''Lollipop'') Actualizable: Samsung Experience 8.5 (Android 7.1.1 "Nougat")                                                                |
| Samsung Galaxy Tab A 9.7                                | SM-T550, SM-T555, SM-P550, SM-P555  | Original: TouchWiz 5.0 (Android 5.0.2 ''Lollipop'') Actualizable: Samsung Experience 8.5 (Android 7.1.1 "Nougat")                                                                |
| Samsung Galaxy Tab A 8.0 (2017) Samsung Galaxy Tab A2 S | SM-T380; SM-T385                    | Samsung Experience 8.5 (Android 7.1.1 "Nougat") |
| Samsung Galaxy Tab Active 2                             | SM-T390; SM-T395                    | Samsung Experience 8.5 (Android 7.1.1 "Nougat") |
| Samsung Galaxy Tab A 10.5 (2018)                        | SM-T590; SM-T595                    | Samsung Experience 9.5 (Android 8.1.0 "Oreo") |
| Samsung Galaxy Tab E                                    | SM-T377x; SM-T560NU                 | Original: TouchWiz 5.0 (Android 5.1.1 ''Lollipop'') Actualizable: Samsung Experience 8.5 (Android 7.1.1 "Nougat")                                                                |